# 十三陵景区駅
十三陵景区駅（じゅうさんりょうけいくえき）とは中華人民共和国北京市昌平区に位置する北京地下鉄昌平線の駅である。

## 駅構造
開業当初からホームドア設置。

## 駅周辺
- 明の十三陵（バスなし）
- 北京聯合大学昌平キャンパス

## 歴史
- 2015年9月21日 - 昌平西山口 - 南邵間はこの駅を含めて乗客なしの試運転を開始した[2]。
- 2015年12月26日 - 北京地下鉄昌平線が開業[3]。

## 隣の駅
北京地下鉄
■昌平線
昌平駅 - 十三陵景区駅 - 昌平西山口駅